# Leptacoenites russatus
Leptacoenites russatus là một loài tò vò trong họ Ichneumonidae.